# Арджентелла
Арджентелла (итал. Monte Argentella) — гора в Италии, расположенная на границе Марке и Умбрии, между провинциями Асколи-Пичено и Перуджа, в национальном парке Монти-Сибиллини.

## Описание
Вершина высотой 2200 м над уровнем моря  возвышается вдоль главного водораздела, образованного хребтом, соединяющим гору Ветторе и гору Сибилла, и который отделяет Пьяни-ди-Кастеллуччо на западе от долины Пилато на востоке. Вдоль этого хребта также возвышаются гора Палаццо-Боргезе и гора Порке на севере, а также Реденторе на юге.
Западная сторона спускается к Пьяни-ди-Кастеллуччо, где склоны гор переходят в травянистые склоны холмов Альбиери, Абруццаго, Альти и Басси, ограниченные на севере канавой Бреччаро и маквисом Сан-Лоренцо, а на юге — Фоссо-делле-Фонти. Напротив, восточная сторона состоит из крутых скалистых склонов, которые переходят в долину Пилато, и далее на север в верхнюю часть долины Азо.
Южный часть хребта Арджентеллы круто спускается к перевалу Форка-Виола, который отделяет гору от вершины Реденторе.